# Жуков Юрій Аверкійович
Юрій Аверкійович Жуков (рос. Юрий Аверкиевич Жуков; 17 червня 1933 — 20 березня 2010) — радянський воєначальник, генерал-лейтенант (1984).

## Життєпис
Народився у місті Слуцьк Мінської області Білорусі в сім'ї військового. Батько — Жуков Аверкій Кирилович — генерал-майор технічних військ. У 1938 році з сім'єю переїхав у Москву.
У 1956 році закінчив Ризьке Червонопрапорне вище авіаційне інженерне училище імені К. Є. Ворошилова (РВВАІУ).
З серпня 1958 року обіймав посаду інженера з ракетної техніки 253-го авіаційного полку, а з передачею полку до складу РВСП призначений старшим помічником начальника служби ракетного та артилерійського озброєння ракетного полку 29-ї ракетної дивізії. З грудня 1960 року понад шість років служив на посаді заступника командира цього ж полку з озброєння.
У 1968—1971 роках — командир 115-го гвардійського ракетного полку 46-ї ракетної дивізії (м. Первомайськ, Миколаївська область).
У 1971—1973 роках — заступник командира 7-ї гвардійської ракетної дивізії (с. Виползово, Тверська область, Росія).
У 1973—1975 роках — командир 49-ї гвардійської ракетної дивізії (м. Ліда, Гродненська область, Білорусь)).
У грудні 1975 року генерал-майор Ю. А. Жуков призначений першим заступником командувача, членом військової ради 50-ї ракетної армії (м. Смоленськ, Росія). У 1979 році заочно закінчив Військову академію імені Ф. Е. Дзержинського, у 1983 році — Військову академію Генерального штабу ЗС СРСР.
З березня 1983 до січня 1989 року був начальником 5-го науково-дослідного випробувального полігону МО СРСР (Космодром Байконур). Під час його командування космодромом пройшли випробування та були введені в дію ракетні комплекси «Зеніт», «Енергія-Буран», станція «Мир», дана путівка в життя балістичній ракеті Р-36М.

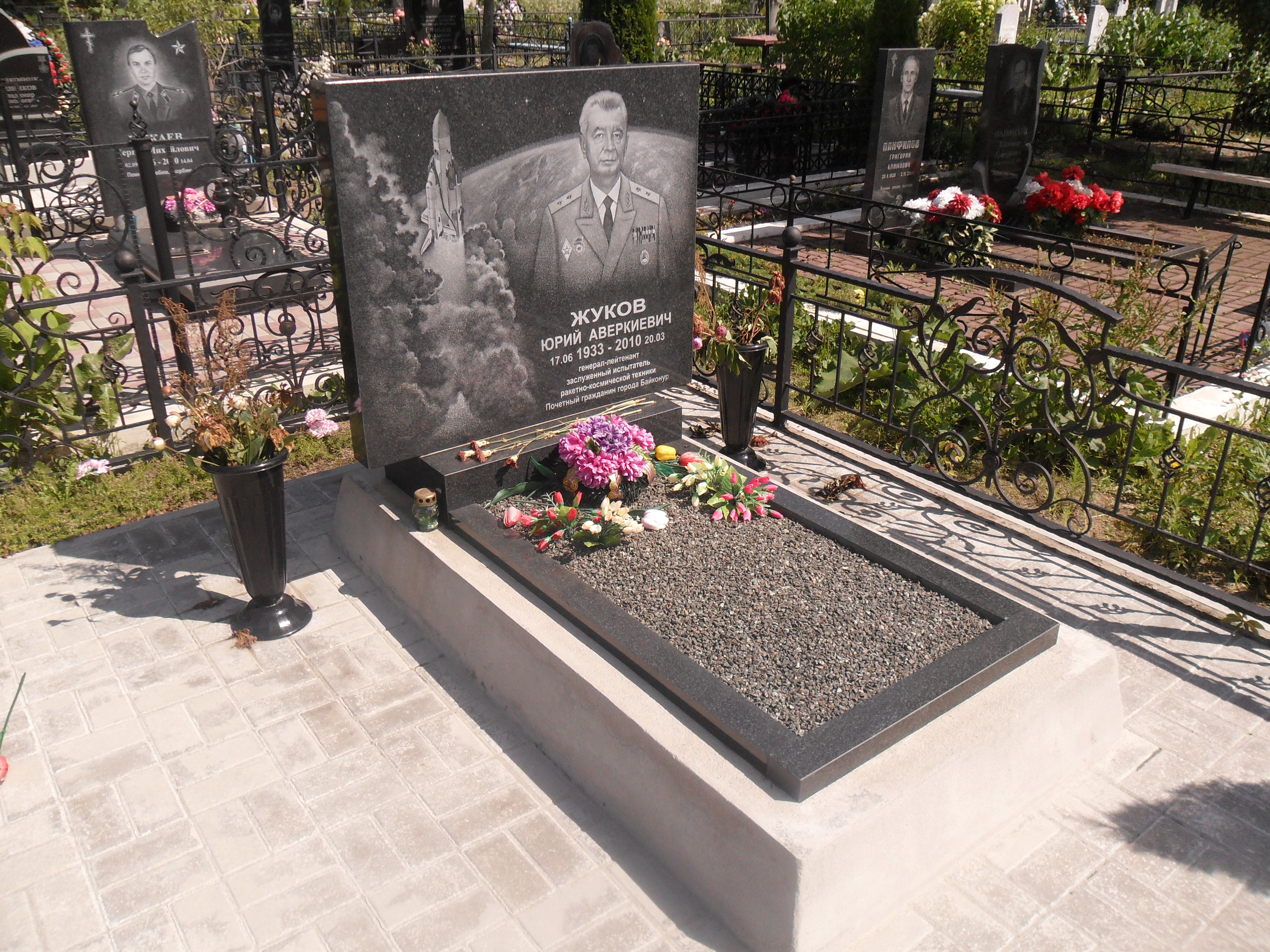
Могила Ю. А. Жукова на Одинцовському кладовищі Смоленська

У 1989 році генерал-лейтенант Ю. А. Жуков вийшов у запас. Мешкав у Ризі (Латвія), працював інженером на Ризькому заводі напівпровідникових приладів. Після відновлення незалежності Латвійської республіки у 1991 році переїхав до Смоленська. У 1992 році обраний головою Смоленської обласної ради ветеранів війни, праці, Збройних Сил та правоохоронних органів.

## Нагороди і почесні звання
Нагороджений орденами Жовтневої Революції (1978) і Червоної Зірки, численними медалями.
Почесний громадянин міста Байконир (1999).
12 квітня 2001 року Федерація космонавтики Росії надала Ю. А. Жукову почесне звання «Заслужений випробувач космічної техніки».